# Végső leszámolás (film, 2000)
A Végső leszámolás (hagyományos kínai írásmóddal: 順流逆流, mandarin pinjin: Shun liu ni liu, angol címén: Time and Tide) 2000-es hongkongi akciófilm, amelyet Chöü Hak rendezett. A forgatókönyvet Chöü és Koan Hui készítette. A főbb szerepekben Nicholas Tse, Wu Bai és Anthony Wong. 2000. szeptember 5-én mutatták be a Velencei Nemzetközi Filmfesztiválon, majd szeptember 8-án a Torontói Nemzetközi Filmfesztiválon is. Hongkongban 2000. október 19-től vetítették a mozikban. Magyarországon csak televíziós bemutatója volt 2011. május 20-án.
A Végső leszámolást több díjra is jelölték Hongkongban, köztük hat Hongkongi Filmdíjra és négy Arany Paripa-díjra (Golden Horse Award). Többségében az akciójelenetek nyerték el a kritikusok tetszését. A Velencei Filmfesztiválon a rendező Chöü elnyerte a Future Filmfesztivál digitális díját.

## Cselekmény
Tyler Yim és Ah Jo éjszakai kalandja során egy gyermek fogan. Hogy pénzügyileg támogathassa a nőt, Tyler csatlakozik egy illegális tesztőrszolgálathoz, amelyet Ji bácsi vezet. A férfit egy Ah Hui nevezetű hölgy édesapjának védelmezésével bíznak meg, akit születésnapján megpróbálnak megölni. Tyler segítségére siet Ah Hui férje, Jack Chow. Tyler meg akarja győzni Jacket, hogy hozzanak létre saját testőrszolgálatot, de Jack elutasítja.
Később felbukkannak az Angyalok, egy dél-amerikai zsoldoscsoport, akik felkeresik Jacket. A férfit megfenyegetik, de ajánlatot tesznek neki a csatlakozásra. Jack megöli az Angyalok vezetőjét, kicselezi Ji bácsi testőreit és ellop egy táska készpénzt az Angyaloktól. Feleségét, Ah Huit biztonságba helyezi a nő apjánál, és egy kulcsot hagy neki hátra. Tylert eközben kihallgatják a rendőrök Jackről, de a férfi hallgat.
Tyler börtönbe kerül, és Ji bácsi váltja ki, majd ráveszi a férfit, hogy beszéljen neki Jackről. Ji bácsi pénzt ad neki, amit Tyler eljuttat Ah Jónak a kórházba, akinél megindult a szülés. Ezután Jack keresésére indul, és betör a lakásába. A betörés hamar tűzharcba torkollik az Angyalok és Jack között is, aminek gázszivárgás lesz a vége. Tyler a hűtőbe menekül, hogy túlélje a robbanást, majd megszöknek Jackkel.
Az Angyalok Jack szintén terhes felesége, Ah Hui után indulnak, és követik őt a vasútállomásra. Tyler magára vonja a rendőrök figyelmét, akik ráküldik a Különleges Ügyosztályt. A férfi visszaszerzi Ah Huitól az Angyalok ellopott pénzét, a nőnek pedig beindul a szülése. A Különleges Ügyosztály és az Angyalok összecsapnak, a zsoldosok álcázzák magukat rendőrnek és a bevetett gázok közepette likvidálják az egységet. Tylernek sikerül megszöknie Ah Huival, és a csatornába mennek. 
Miközben Tyler segít Ah Huinak világra hozni a gyermekét, Jack megküzd az Angyalok parancsnokával, Miguellel. Az utolsó zsoldos elestével Jack láthatja újszülött gyermekét, majd kénytelen megszökni, mert a Különleges Ügyosztály a nyomában van. Tyler a harc után meglátogatja Ah Jót és a közös gyermeküket.

## Szereplők
| Szerep           | Színész      | Magyar hangja |
| ---------------- | ------------ | ------------- |
| Tyler Yim        | Nicholas Tse |               |
| Jack Chow/Juan   | Wu Bai       |               |
| Ji bácsi         | Anthony Wong |               |
| Miguel Joventino | Jun Kung     |               |
| Ah Hui           | Candy Lo     |               |
| Ah Jo            | Cathy Tsui   |               |

## Fogadtatás

### Kritikai visszhang
A film általánosságban jó értékelést kapott némi vegyes visszajelzésekkel. A Rotten Tomatoeson 65%-os minősítést ért el 46 értékelés alapján. Roger Ebert azt írta: „A hús-vér színészek és kaszkadőrök jelenléte olyan sürgősséget teremt, amely hiányzik a nyilvánvalóan kitalált A Múmia effektekből.” Kevin Thomas a Los Angeles Timestól azt írta: „A könnyen követhető akció-kalandos szórakozást kereső közönség biztosan elveszik az egyre sűrűsödő, gyakorlatilag áthatolhatatlanná váló cselekményben.” Jonathan Foreman a New York Posttól azt írta: „Ismét bebizonyosodik, hogy nem számít, ha a kamera a plafonon táncol, ha a történetmesélés nem jó.”
A MetaCritic 60 pontot adott a 100-ból 23 vélemény alapján. Steven Rea a Philadelphia Inquirertől azt írta: „Kinetikus és bolondos, a csúcspontot jelentő lövöldözés egy vasútállomáson a maga nevetségességében merész.” Stephen Hunter a Washington Posttól azt írta: „Az eredmény egy hurrikán és egy tornádó keresztezése, ahogy egy 10-es fokozatra feltárcsázott mozigépen keresztül fut.” A Variety úgy fogalmazott: „Egy szinte cselekmény nélküli erőfeszítés, amely karizmatikus sztárokkal és bőséges, finoman megkoreografált jelenetekkel rendelkezik.”

### Bevételi adatok
A Box Office Mojo szerint a film 243 ezer dolláros bevételt ért el, a költségvetésről nincs adat.

## Fontosabb díjak és jelölések
| Esemény                           | Díj                                             | Eredmény |
| --------------------------------- | ----------------------------------------------- | -------- |
| Arany Paripa Filmfesztivál        | Arany Paripa-díj a legjobb vizuális effekteknek | Jelölve  |
| Arany Paripa Filmfesztivál        | Arany Paripa-díj a legjobb akció rendezésnek    | Jelölve  |
| Arany Paripa Filmfesztivál        | Arany Paripa-díj a legjobb vágásnak             | Jelölve  |
| Arany Paripa Filmfesztivál        | Arany Paripa-díj a legjobb eredeti filmzenének  | Jelölve  |
| Hong Kong Film Awards             | Legjobb női mellékszereplő – Candy Lo           | Jelölve  |
| Hong Kong Film Awards             | Legjobb új előadó – Candy Lo                    | Jelölve  |
| Hong Kong Film Awards             | Legjobb akciórendezés                           | Jelölve  |
| Hong Kong Film Awards             | Legjobb vágás                                   | Jelölve  |
| Hong Kong Film Awards             | Legjobb hangkeverés                             | Jelölve  |
| Hong Kong Film Awards             | Legjobb eredeti filmzene                        | Jelölve  |
| Velencei Nemzetközi Filmfesztivál | Future Filmfesztivál digitális díja             | Elnyerte |